# 우혜림
우혜림(1992년 9월 1일 ~ )은 대한민국의 가수이자 과거 원더걸스의 멤버였다.

## 학력
- 리라아트고등학교 실용음악과 (졸업)
- 한국외국어대학교 EICC(국제회의통번역커뮤니케이션)학과 17학번 (재학)

## 생애
서울에서 태어났다. 어렸을 때 홍콩으로 이주하였고 홍콩 영주권을 소지하였다. 한국어, 영어, 표준 중국어, 광둥어에 능통한 것으로 알려졌다.
JYP 엔터테인먼트의 홍콩 오디션을 통해서 발탁된 후 시스터즈로 데뷔를 준비 중이엇으나, 선미의 활동 중단 이후로 원더걸스의 새로운 멤버로 발탁되었다. 2011년 2월 리라아트고등학교를 졸업했다.
2016년 12월에 한국외국어대학교 통번역학과 수시모집에 합격했다.
원더걸스가 해체한 후에도 JYP에 잔류했으나 2020년 1월에 JYP와 결별했고, 동년 2월 유빈이 설립한 1인 기획사로 이적했다.

## 음반
- Fly To Your Love (with MINT, 김수린) - Hello Stranger!(낯선 만남) OST (2018년)

한국방문위원회와 CJ ENM이 2018년도 코리안그랜드세일 홍보용으로 제작한 웹 드라마의 주제곡이며 극중에서 한국계 교포인 서래 역으로 등장했다.
- Closing - 첫잔처럼 OST (2019년)

올레 모바일에서 제작한, 조달환 주연의 모바일 영화의 주제곡이며 극중에서 이호연(조달환 분)의 회사 동료 김서연 역으로 등장했다.

## 참여곡
- Cry Of Love(보컬) (2013년) - 3rd Wave의 Soldiers Of Light에 수록
- Iron Girl(랩 피쳐링) (2014년) - 예은의 Me?에 수록

## 방송 및 기타 활동
- 잉글리쉬 고고 - "Wonder K-Pop"(수)(EBS) (2013년 2월 27일 ~ 2014년 2월 19일) - 2013년 8월 30일부터 "쏭쏭 Like This" 로 바뀌었다.[7]
- What’s POPpin(tbs eFM) (2013년 6월 26일 ~ 2013년 7월 5일) (임시 DJ)
- Pops' In Seoul(매주)(아리랑 TV) (2013년 8월 26일 ~ 2014년 3월 7일) - MC[8]
- 《연애의 발동: 상해여자, 부산남자》(拆婚联盟) - 2014년에 중국에서 개봉한 영화[9][10]
- 《동상이몽, 괜찮아 괜찮아》(SBS) (2016년 6월 27일, 2016년 7월 4일)
- 《문제적 남자》 2018년 7월 17일 164회
- 《첫잔처럼》
- 《비디오스타》 (2020년)
- 《갓파더》(2022년)
- 내일을 여는 인문학 ebs2 (2022년)

## 번역
- 《나는 여전히 사람들의 마음은 선하다고 믿는다》 (마조리 아고신 글, 프란시스카 야녜즈 그림, 우혜림 번역)